# إيفان ماتسكيفيتش
إيفان ماتسكيفيتش (بالروسية: Иван Мацкевич)‏ مواليد 8 مايو 1991 في روسيا البيضاء، هو لاعب كرة يد بيلاروسي يلعب كحارس مرمى. يلعب حاليا مع ستاوا ألكسندريون بوخارست ويحمل الرقم 1. مثل منتخب بيلاروسيا لكرة اليد.

## سجل المنافسة
شارك في البطولات التالية:
- بطولة العالم لكرة اليد للرجال 2015

## روابط خارجية
- إيفان ماتسكيفيتش على موقع الاتحاد الأوروبي لكرة اليد (الإنجليزية)